# Ceux de chez nous (film, 1915)
Pour les articles homonymes, voir Ceux de chez nous.
Pour plus de détails, voir Fiche technique et Distribution.
Ceux de chez nous est un film documentaire français réalisé par Sacha Guitry, sorti en 1915.
Ce film a été présenté pour la première fois à Paris le 22 novembre 1915.
Sacha Guitry y présente, selon son commentaire, des « admirables Français ».

## Synopsis
« Je rêvais d'une encyclopédie nouvelle... ». Sacha Guitry a réuni, « selon ses goûts » les plus grandes personnalités de son temps, au nombre de onze. Il les filme « dans leurs attitudes les plus familières, c'est-à-dire au travail, chaque fois que cela fut possible ». On y voit André Antoine (aux côtés de  Henri Desfontaines et Jane Faber), Sarah Bernhardt, Edgar Degas, Anatole France, Octave Mirbeau, Claude Monet, Auguste Renoir (avec à ses côtés son jeune fils Claude Renoir), Henri-Robert, Auguste Rodin, Edmond Rostand, Camille Saint-Saëns. La version muette de 1915 durait 22 minutes. Elle était destinée à être projetée accompagnée d'une « causerie familiale faite par l'auteur, avec le concours de Charlotte Lysès ». La présentation a lieu en novembre 1915 au théâtre des Variétés.
En 1939, Guitry en fit une version sonorisée, avec commentaire. Dans cette version, il ajoute les plans de son père Lucien Guitry qui ne figuraient pas dans la version de 1915, accompagnés également d'un commentaire. Il y précise, concernant les artistes qu'il a filmés :  « un seul sur douze est encore vivant » (André Antoine).  La première présentation a lieu au théâtre de la Madeleine en novembre 1939, puis en quatre parties entre décembre 1939 et janvier 1940.
La version finale remaniée, en 1952, dure 44 minutes, avec des plans de Guitry dans son bureau, qui présente et qui commente, tournés par Frédéric Rossif. Elle est diffusée à la télévision le 30 décembre 1952. 

## Fiche technique
- Titre : Ceux de chez nous
- Réalisation : Sacha Guitry
- Scénario :
- Photographie :
- Montage :
- Production : Sacha Guitry
- Société de production :
- Pays de production :  France
- Genre : Documentaire
- Durée : 44 minutes
- Dates de sortie : 
  - France : 22 novembre 1915

## Commentaires
- En 1915, Guitry réalise ce court-métrage en réaction à une proclamation des intellectuels allemands exaltant la culture germanique. Il prend soin de noter tout ce que disent les prestigieux intervenants, et le répète mot pour mot lors des diffusions qu'il donne. Guitry inventait presque ce qui allait devenir la post-synchronisation et le doublage. Coup de maître dans un cinéma encore muet, et amusant paradoxe pour un homme qui a longtemps privilégié le théâtre, et qui lui a consacré une grande part de sa vie.
- En 1952, « le commentaire réécrit les images de 1915. Guitry affirme ainsi sa méfiance pour une image seule, qui ne saurait être une image juste... Ceux de chez nous est ainsi un film à double détente. C'est 1952 qui justifie le coup de génie de 1915 et en fait un film, au lieu d'un « pur » document d'archives », selon Bernard Eisenschitz[9].